# Naturpark Hessische Rhön
Naturpark Hessische Rhön i Rhönbjergene, ligger øst for Fulda i den østlige del af Hessen ved grænsen til Thüringen og Bayern og er 70 km² stor. Den er sammen med Naturpark Bayerische Rhön en del af biosfærereservat Rhön.

## Landskabet
Naturparken ligger mellem Spessart, Vogelsberg, Thüringer Wald, Haßberge og Steigerwald. Det er bræget af blandet skov, vandløb og søer, som Guckaisee, moser, og enge.

## Weblinks
- Naturpark Rhön Arkiveret 31. august 2009 hos  Wayback Machine
- Biosphärenreservat Rhön
- Rhön-Fotogalerie Arkiveret 27. september 2006 hos  Wayback Machine

50°30′00″N 9°55′00″Ø / 50.5°N 9.9167°Ø